# Boski żigolo
Boski żigolo (ang. Deuce Bigalow: Male Gigolo) – film komediowy produkcji amerykańskiej z 1999 roku.

## Fabuła
Film opowiada historię Deuce’a Bigalowa (Rob Schneider), naiwnego i dobrodusznego czyściciela akwariów z Los Angeles, człowieka szczęśliwego i bez reszty oddanego swojej pracy. Jego największym marzeniem jest przeprowadzka do domku na plaży, gdzie mógłby cały dzień spędzać ze swoimi najlepszymi przyjaciółmi – rybami. Traf chce, że pewnego razu spotyka na swej drodze niejakiego Antoine’a Laconte’a (Oded Fehr), nietuzinkowego żigolaka, który ma wszystko o czym Deuce mógłby tylko pomarzyć – wspaniały dom, najlepsze samochody i piękne kobiety. Jednak uwagę Deuce’a przykuło przede wszystkim ogromne akwarium.

## Obsada
- Deuce Bigalow – Rob Schneider
- Detektyw Chuck Fowler – William Forsythe
- T.J. Hicks – Eddie Griffin
- Kate – Arija Bareikis
- Antoine Laconte – Oded Fehr

## Ekipa
- Reżyseria – Mike Mitchell
- Scenariusz – Harris Goldberg, Rob Schneider